# غمارة (شورية)
غُمارة هي بلدية تقع في مقاطعة شورية، في منطقة قشتالة وليون، في إسبانيا. يبلغ عدد سكانها 310 نسمة وذلك حسب (المعهد الوطني للإحصاء) سنة 2017، وتبلغ مساحتها 68,27 كم²، وترتفع عن سطح البحر 1,048 متر.

## تطور السكان
في تعداد عام 2010 بلغ عدد سكان البلدية 397 نسمة، منهم 217 رجلا و180 امرأة.